# Olympische Sommerspiele 1948/Leichtathletik – 400 m (Männer)

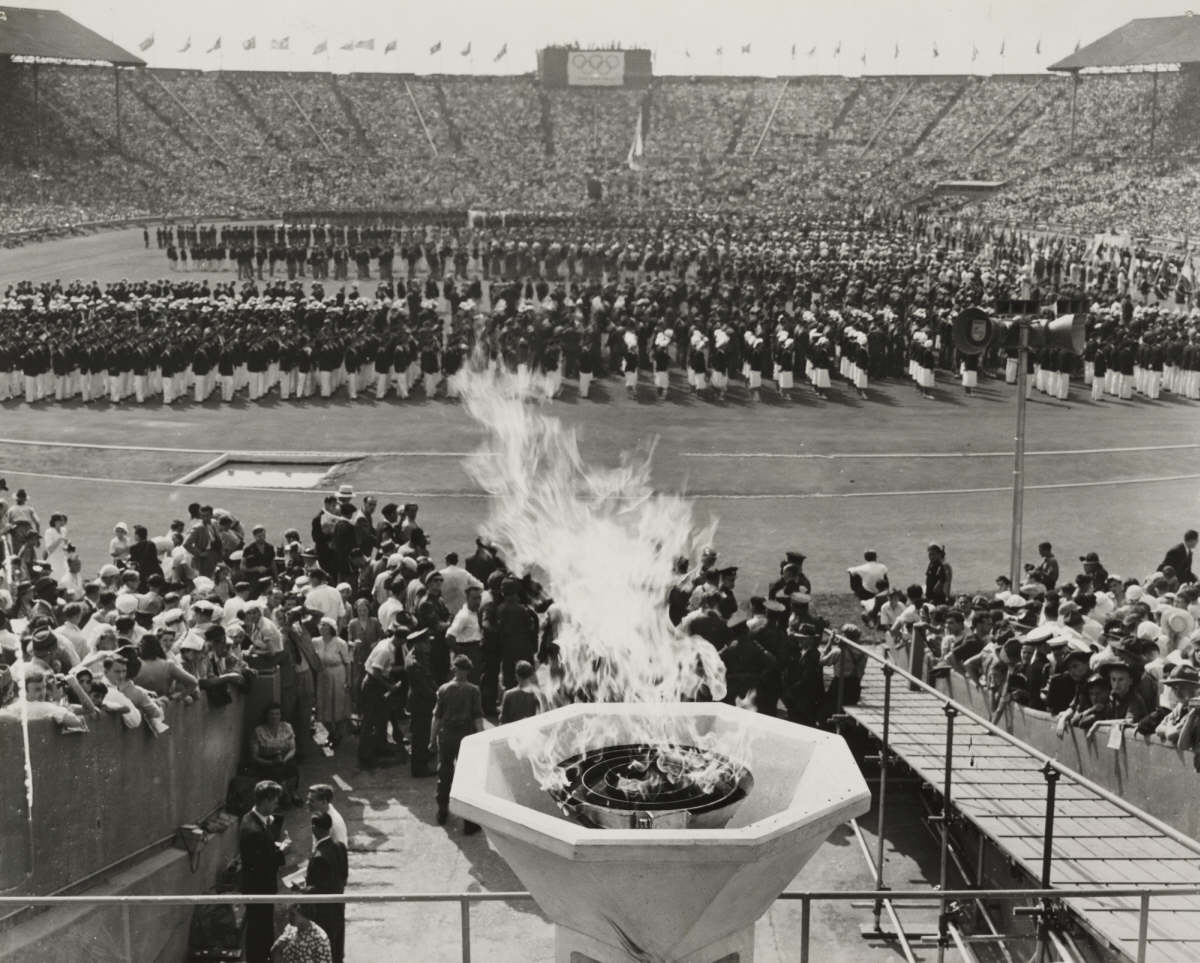
Eröffnungsfeier bei den Olympischen Spielen in London

Der 400-Meter-Lauf der Männer bei den Olympischen Spielen 1948 in London wurde am 4. und 5. August 1948 im Wembley-Stadion ausgetragen. 53 Athleten nahmen teil.
Olympiasieger wurde der Jamaikaner Arthur Wint vor seinem Landsmann Herb McKenley. Bronze gewann Mal Whitfield aus den USA.

## Rekorde

### Bestehende Rekorde
| Weltrekord         | 45,9 s | Herb McKenley ( Jamaika) | Milwaukee, USA             | 2. Juli 1948   |
| Olympischer Rekord | 46,2 s | Bill Carr ( USA)         | Finale OS Los Angeles, USA | 5. August 1932 |

### Rekordegalisierung
Olympiasieger Arthur Wint aus Jamaika egalisierte im Finale am 5. August mit 46,2 s den bestehenden olympischen Rekord.

## Durchführung des Wettbewerbs
Die Athleten traten am 4. August zu den Vorläufen an. Insgesamt wurden zwölf Läufe absolviert. Die jeweils zwei besten Läufer – hellblau unterlegt – qualifizierten sich für das Viertelfinale am selben Tag, in dem sich die jeweils drei besten Teilnehmer – wiederum hellblau unterlegt – für das Halbfinale qualifizierten. Die beiden Halbfinals und das Finale wurden am 5. August durchgeführt. In den Halbfinals konnten sich die ersten drei Starter – hellblau unterlegt – für das Finale qualifizieren.

## Vorläufe
4. August 1948, 14:30 Uhr

### Vorlauf 1
| Platz | Name                 | Nation       | Offiz. hand- gestoppte Zeit | Inoffiz. elek- tronische Zeit |
| ----- | -------------------- | ------------ | --------------------------- | ----------------------------- |
| 1     | Jimmy Reardon        | Irland       | 48,4 s                      | 48,4 s                        |
| 2     | Marko Račič          | Jugoslawien  | 50,5 s                      | k. A.                         |
| 3     | Chen Ying-long       | China        | 50,9 s                      | k. A.                         |
| 4     | Georgios Karageorgos | Griechenland | 54,5 s                      | k. A.                         |
| DNS   | Rodolfo Carrera      | Argentinien  |                             |                               |
| DNS   | Niels Holst-Sørensen | Dänemark     |                             |                               |

### Vorlauf 2
| Platz | Name            | Nation      | Offiz. hand- gestoppte Zeit | Inoffiz. elek- tronische Zeit |
| ----- | --------------- | ----------- | --------------------------- | ----------------------------- |
| 1     | Herb McKenley   | Jamaika     | 48,4 s                      | 48,6 s                        |
| 2     | Rune Larsson    | Schweden    | 49,2 s                      | k. A.                         |
| 3     | Ferenc Bánhalmi | Ungarn      | 49,6 s                      | k. A.                         |
| 4     | Jaime Aparicio  | Kolumbien   | 50,8 s                      | k. A.                         |
| 5     | Guillermo Evans | Argentinien | 51,8 s                      | k. A.                         |

### Vorlauf 3
| Platz | Name             | Nation          | Offiz. hand- gestoppte Zeit | Inoffiz. elek- tronische Zeit |
| ----- | ---------------- | --------------- | --------------------------- | ----------------------------- |
| 1     | Zvonko Sabolović | Jugoslawien     | 49,9 s                      | 49,9 s                        |
| 2     | Kurt Lundquist   | Schweden        | 50,0 s                      | k. A.                         |
| 3     | Antonio Pocoví   | Argentinien     | 50,7 s                      | k. A.                         |
| 4     | Mario Rosas      | Kolumbien       | 51,4 s                      | k. A.                         |
| 5     | Labib Hasso      | Königreich Irak | 56,8 s                      | k. A.                         |
| DNS   | Doug Harris      | Neuseeland      |                             |                               |

### Vorlauf 4
| Platz | Name            | Nation                | Offiz. hand- gestoppte Zeit | Inoffiz. elek- tronische Zeit |
| ----- | --------------- | --------------------- | --------------------------- | ----------------------------- |
| 1     | George Rhoden   | Jamaika               | 48,4 s                      | 48,7 s                        |
| 2     | Denis Shore     | Südafrikanische Union | 49,0 s                      | k. A.                         |
| 3     | Oskar Hardmeier | Schweiz               | 49,2 s                      | k. A.                         |
| 4     | Angel García    | Kuba                  | 50,2 s                      | k. A.                         |
| 5     | Bill Ramsay     | Australien            | 50,3 s                      | k. A.                         |

### Vorlauf 5
| Platz | Name               | Nation      | Offiz. hand- gestoppte Zeit | Inoffiz. elek- tronische Zeit |
| ----- | ------------------ | ----------- | --------------------------- | ----------------------------- |
| 1     | Jacques Lunis      | Frankreich  | 49,3 s                      | 49,3 s                        |
| 2     | Folke Alnevik      | Schweden    | 50,2 s                      | k. A.                         |
| 3     | Carlos Monges      | Mexiko      | 50,9 s                      | k. A.                         |
| DNS   | Herluf Christensen | Dänemark    |                             |                               |
| DNS   | Jerko Bulić        | Jugoslawien |                             |                               |

### Vorlauf 6
| Platz | Name              | Nation     | Offiz. hand- gestoppte Zeit | Inoffiz. elek- tronische Zeit |
| ----- | ----------------- | ---------- | --------------------------- | ----------------------------- |
| 1     | David Bolen       | USA        | 50,1 s                      | 50,2 s                        |
| 2     | John Bartram      | Australien | 50,8 s                      | k. A.                         |
| 3     | Hazzard Dill      | Bermuda    | 53,0 s                      | k. A.                         |
| DNS   | Santiago Ferrando | Peru       |                             |                               |

### Vorlauf 7
| Platz | Name             | Nation         | Offiz. hand- gestoppte Zeit | Inoffiz. elek- tronische Zeit |
| ----- | ---------------- | -------------- | --------------------------- | ----------------------------- |
| 1     | Leslie Lewis     | Großbritannien | 48,9 s                      | 49,0 s                        |
| 2     | Bjørn Vade       | Norwegen       | 49,6 s                      | k. A.                         |
| 3     | Ernie McCullough | Kanada         | 49,9 s                      | k. A.                         |
| 4     | Walter Keller    | Schweiz        | 50,3 s                      | k. A.                         |
| 5     | Runar Holmberg   | Finnland       | 50,6 s                      | k. A.                         |

### Vorlauf 8
| Platz | Name          | Nation         | Offiz. hand- gestoppte Zeit | Inoffiz. elek- tronische Zeit |
| ----- | ------------- | -------------- | --------------------------- | ----------------------------- |
| 1     | Mal Whitfield | USA            | 48,3 s                      | k. A.                         |
| 2     | Bill Roberts  | Großbritannien | 48,9 s                      | k. A.                         |
| 3     | Don McFarlane | Kanada         | 49,5 s                      | k. A.                         |
| 4     | Olavi Talja   | Finnland       | 50,4 s                      | k. A.                         |
| 5     | Max Trepp     | Schweiz        | 50,9 s                      | k. A.                         |

### Vorlauf 9
| Platz | Name              | Nation     | Offiz. hand- gestoppte Zeit | Inoffiz. elek- tronische Zeit |
| ----- | ----------------- | ---------- | --------------------------- | ----------------------------- |
| 1     | Arthur Wint       | Jamaika    | 47,7 s                      | 47,7 s                        |
| 2     | Francis Schewetta | Frankreich | 48,9 s                      | k. A.                         |
| 3     | John De Saram     | Ceylon     | 51,2 s                      | k. A.                         |
| 4     | Tauno Suvanto     | Finnland   | 51,5 s                      | k. A.                         |
| 5     | Doğan Acarbay     | Türkei     | 53,0 s                      | k. A.                         |

### Vorlauf 10
| Platz | Name           | Nation     | Offiz. hand- gestoppte Zeit | Inoffiz. elek- tronische Zeit |
| ----- | -------------- | ---------- | --------------------------- | ----------------------------- |
| 1     | Morris Curotta | Australien | 49,1 s                      | 49,2 s                        |
| 2     | Rosalvo Ramos  | Brasilien  | 49,2 s                      | k. A.                         |
| 3     | Raymond Crapet | Frankreich | 49,4 s                      | k. A.                         |
| 4     | Kemal Horulu   | Türkei     | 51,5 s                      | k. A.                         |
| DNS   | Duncan White   | Ceylon     |                             |                               |

### Vorlauf 11
| Platz | Name              | Nation         | Offiz. hand- gestoppte Zeit | Inoffiz. elek- tronische Zeit |
| ----- | ----------------- | -------------- | --------------------------- | ----------------------------- |
| 1     | George Guida      | USA            | 49,0 s                      | 49,1 s                        |
| 2     | Derek Pugh        | Großbritannien | 49,3 s                      | k. A.                         |
| 3     | Gustavo Ehlers    | Chile          | 49,5 s                      | k. A.                         |
| 4     | Stefanos Petrakis | Griechenland   | 54,5 s                      | k. A.                         |
| DNS   | Mario Fayos       | Uruguay        |                             |                               |

### Vorlauf 12
| Platz | Name                | Nation       | Offiz. hand- gestoppte Zeit | Inoffiz. elek- tronische Zeit |
| ----- | ------------------- | ------------ | --------------------------- | ----------------------------- |
| 1     | Herman Kunnen       | Belgien      | 50,0 s                      | 50,0 s                        |
| 2     | Bob McFarlane       | Kanada       | 50,6 s                      | k. A.                         |
| 3     | Reynir Sigurðsson   | Island       | 51,4 s                      | k. A.                         |
| 4     | Jaime Itlmann       | Chile        | 51,5 s                      | k. A.                         |
| 5     | Stylianos Stratakos | Griechenland | 52,8 s                      | k. A.                         |

## Viertelfinale
4. August 1948, 17:15 Uhr

### Lauf 1

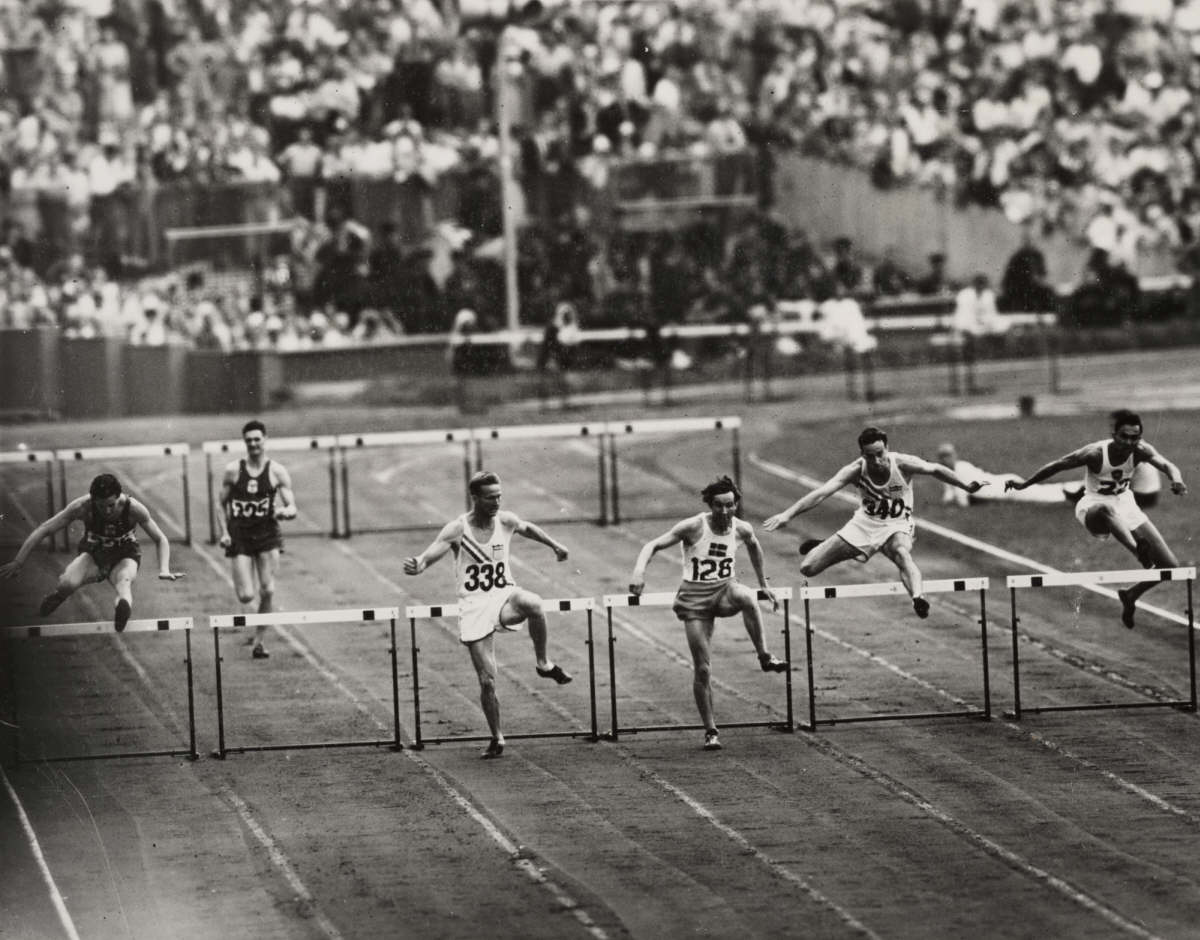
Rune Larsson (128) – hier als Vorlaufsieger über 400 Meter Hürden – trat zu seinem Halbfinalrennen nicht an

| Platz | Name             | Nation         | Offiz. hand- gestoppte Zeit | Inoffiz. elek- tronische Zeit |
| ----- | ---------------- | -------------- | --------------------------- | ----------------------------- |
| 1     | Mal Whitfield    | USA            | 48,0 s                      | 48,2 s                        |
| 2     | George Rhoden    | Jamaika        | 48,6 s                      | k. A.                         |
| 3     | Rosalvo Ramos    | Brasilien      | 48,7 s                      | k. A.                         |
| 4     | Leslie Lewis     | Großbritannien | 49,2 s                      | k. A.                         |
| 5     | Zvonko Sabolović | Jugoslawien    | 49,5 s                      | k. A.                         |
| 6     | Folke Alnevik    | Schweden       | 50,6 s                      | k. A.                         |

### Lauf 2
| Platz | Name           | Nation                | Offiz. hand- gestoppte Zeit | Inoffiz. elek- tronische Zeit |
| ----- | -------------- | --------------------- | --------------------------- | ----------------------------- |
| 1     | Arthur Wint    | Jamaika               | 47,7 s                      | 47,9 s                        |
| 2     | Morris Curotta | Australien            | 48,4 s                      | k. A.                         |
| 3     | Denis Shore    | Südafrikanische Union | 48,5 s                      | k. A.                         |
| 4     | Bill Roberts   | Großbritannien        | 48,6 s                      | k. A.                         |
| 5     | Bjørn Vade     | Norwegen              | 49,7 s                      | k. A.                         |
| DNS   | Herman Kunnen  | Belgien               |                             |                               |

### Lauf 3
| Platz | Name              | Nation      | Offiz. hand- gestoppte Zeit | Inoffiz. elek- tronische Zeit |
| ----- | ----------------- | ----------- | --------------------------- | ----------------------------- |
| 1     | Herb McKenley     | Jamaika     | 48,0 s                      | 48,0 s0                       |
| 2     | George Guida      | USA         | 48,0 s                      | 48,06 s                       |
| 3     | Rune Larsson      | Schweden    | 48,8 s                      | k. A.                         |
| 4     | John Bartram      | Australien  | 49,9 s                      | k. A.                         |
| 5     | Francis Schewetta | Frankreich  | 49,9 s                      | k. A.                         |
| 6     | Marko Račič       | Jugoslawien | 52,1 s                      | k. A.                         |

### Lauf 4

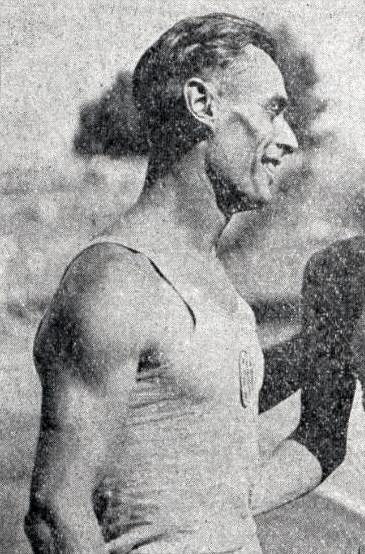
Jacques Lunis – ausgeschieden als Sechster des vierten Viertelfinals

| Platz | Name           | Nation         | Offiz. hand- gestoppte Zeit | Inoffiz. elek- tronische Zeit |
| ----- | -------------- | -------------- | --------------------------- | ----------------------------- |
| 1     | David Bolen    | USA            | 48,0 s                      | 48,1 s                        |
| 2     | Jimmy Reardon  | Irland         | 48,3 s                      | k. A.                         |
| 3     | Bob McFarlane  | Kanada         | 48,4 s                      | k. A.                         |
| 4     | Kurt Lundquist | Schweden       | 48,4 s                      | k. A.                         |
| 5     | Derek Pugh     | Großbritannien | 48,8 s                      | k. A.                         |
| 6     | Jacques Lunis  | Frankreich     | 48,9 s                      | k. A.                         |

## Halbfinale
5. August 1948, 15:00 Uhr

### Lauf 1
| Platz | Name           | Nation     | Offiz. hand- gestoppte Zeit | Inoffiz. elek- tronische Zeit |
| ----- | -------------- | ---------- | --------------------------- | ----------------------------- |
| 1     | Arthur Wint    | Jamaika    | 46,3 s                      | 47,5 s0                       |
| 2     | Morris Curotta | Australien | 47,2 s                      | 47,28 s                       |
| 3     | Mal Whitfield  | USA        | 47,4 s                      | 47,46 s                       |
| 4     | George Rhoden  | Jamaika    | 47,7 s                      | 47,76 s                       |
| 5     | Jimmy Reardon  | Irland     | 47,8 s                      | 47,82 s                       |
| DNS   | Rune Larsson   | Schweden   |                             |                               |

### Lauf 2
| Platz | Name          | Nation                | Offiz. hand- gestoppte Zeit | Inoffiz. elek- tronische Zeit |
| ----- | ------------- | --------------------- | --------------------------- | ----------------------------- |
| 1     | Herb McKenley | Jamaika               | 47,3 s                      | 47,3 s0                       |
| 2     | David Bolen   | USA                   | 47,9 s                      | 47,97 s                       |
| 3     | George Guida  | USA                   | 48,3 s                      | 48,40 s                       |
| 4     | Denis Shore   | Südafrikanische Union | 48,8 s                      | 48,73 s                       |
| 5     | Rosalvo Ramos | Brasilien             | 49,1 s                      | 49,23 s                       |
| 6     | Bob McFarlane | Kanada                | 51,7 s                      | k. A.                         |

## Finale
5. August 1948, 16:45 Uhr
| Platz | Name           | Nation     | Offiz. hand- gestoppte Zeit | Inoffiz. elek- tronische Zeit |
| ----- | -------------- | ---------- | --------------------------- | ----------------------------- |
| 1     | Arthur Wint    | Jamaika    | 46,2 s ORe                  | 46,3 s0                       |
| 2     | Herb McKenley  | Jamaika    | 46,4 s0000                  | 46,53 s                       |
| 3     | Mal Whitfield  | USA        | 46,9 s0000                  | 46,96 s                       |
| 4     | David Bolen    | USA        | 47,2 s0000                  | 47,20 s                       |
| 5     | Morris Curotta | Australien | 47,9 s0000                  | 48,07 s                       |
| 6     | George Guida   | USA        | 50,2 s0000                  | 50,80 s                       |

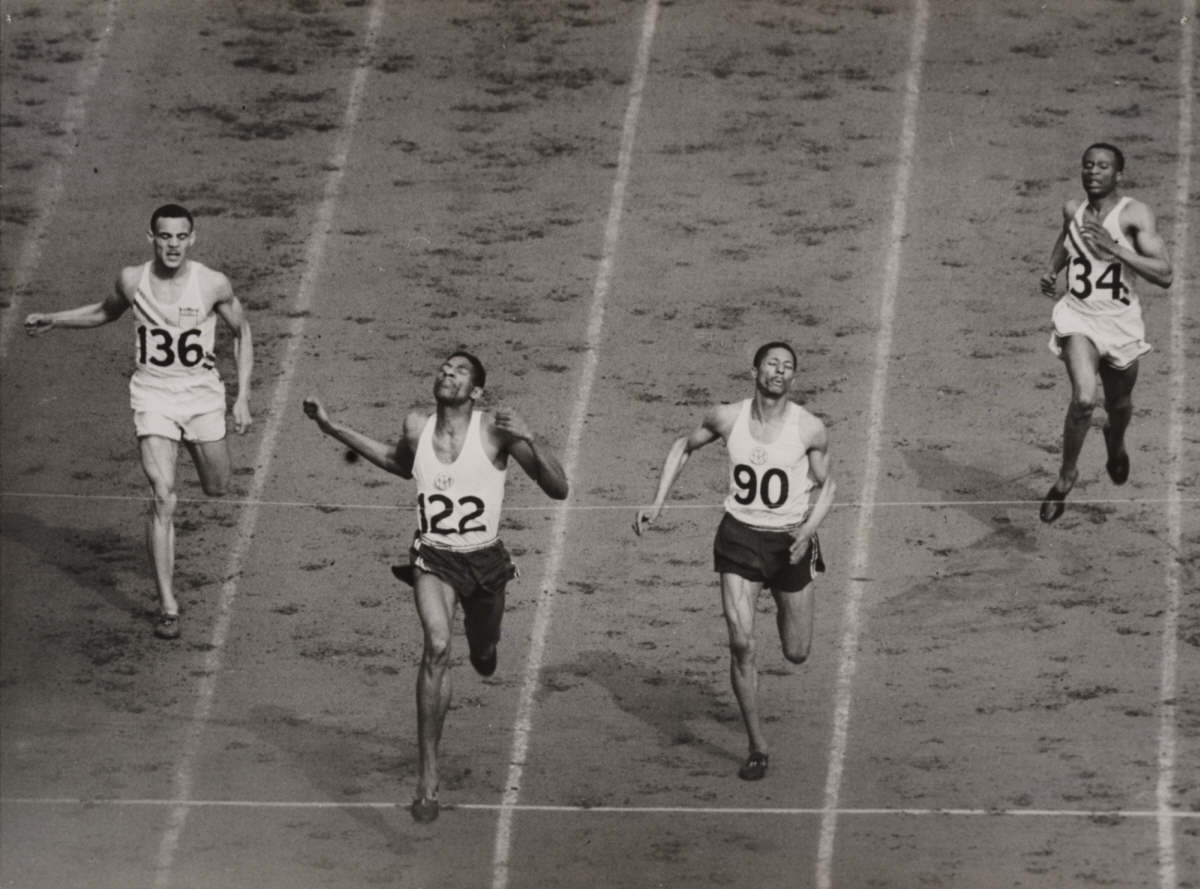
Finaleinlauf über 400 Meter: Arthur Wint (122) vor Herb McKenley (90), Mal Whitfield (136) und David Bolen (134)

Als Topfavorit galt Weltrekordler Herb McKenley aus Jamaika. Sein Landsmann Arthur Wint und der US-Läufer Mal Whitfield, Sieger über 800 Meter, zählten zu den Medaillenkandidaten. Im Finale legte McKenley von Beginn an ein hohes Tempo vor und führte nach zweihundert Metern mit knapp sieben Metern Vorsprung. In der letzten Kurve verlor er jedoch an Geschwindigkeit, die Londoner Luft mit ihrem Smog machte ihm zu schaffen. Zwanzig Meter vor dem Ziel wurde er von Wint überholt, der schon seit ein paar Jahren in London lebte und die Luftverhältnisse kannte.
Arthur Wints Sieg war der erste Olympiasieg eines jamaikanischen Sportlers bei Olympischen Spielen.

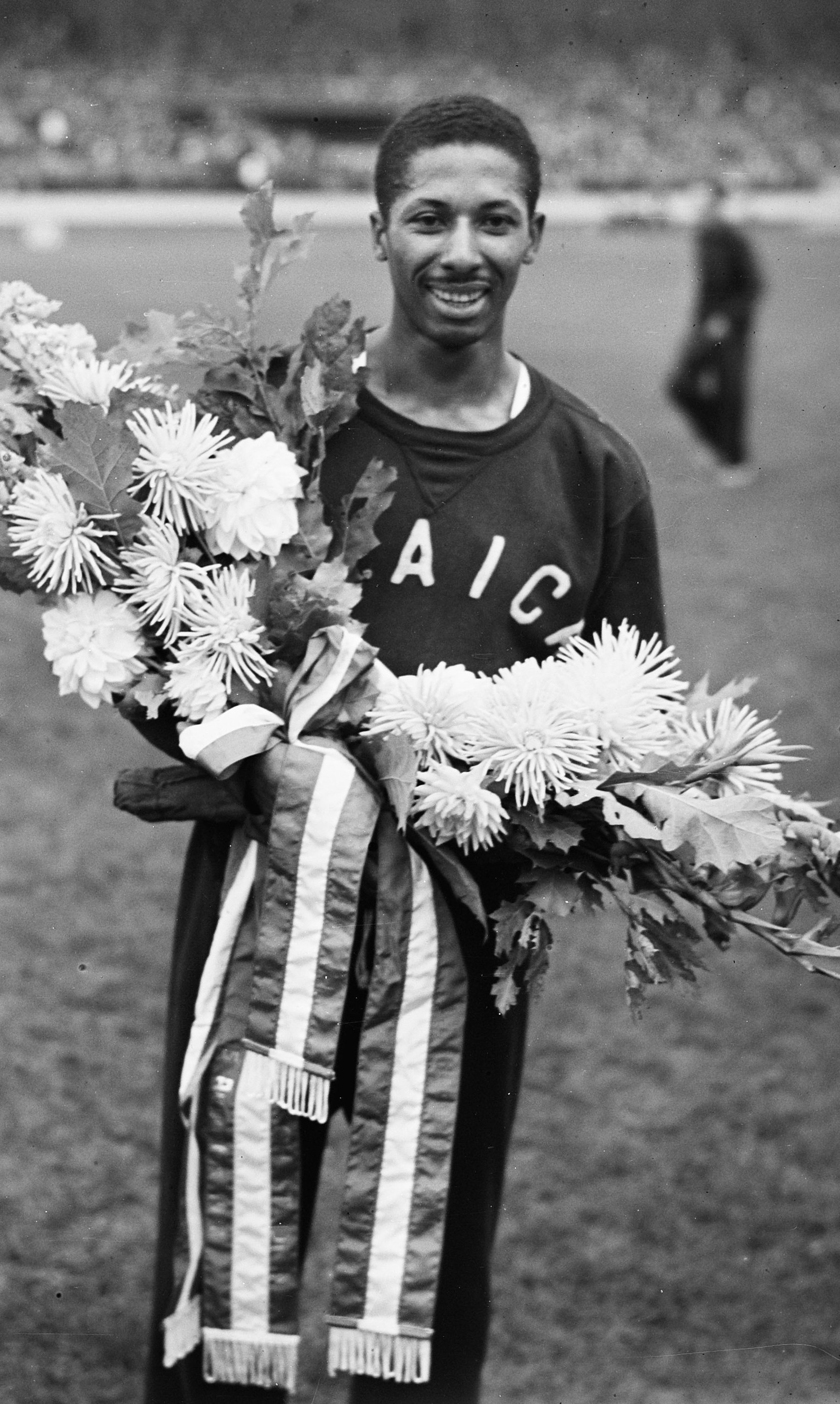
Silbermedaillengewinner Herb McKenley
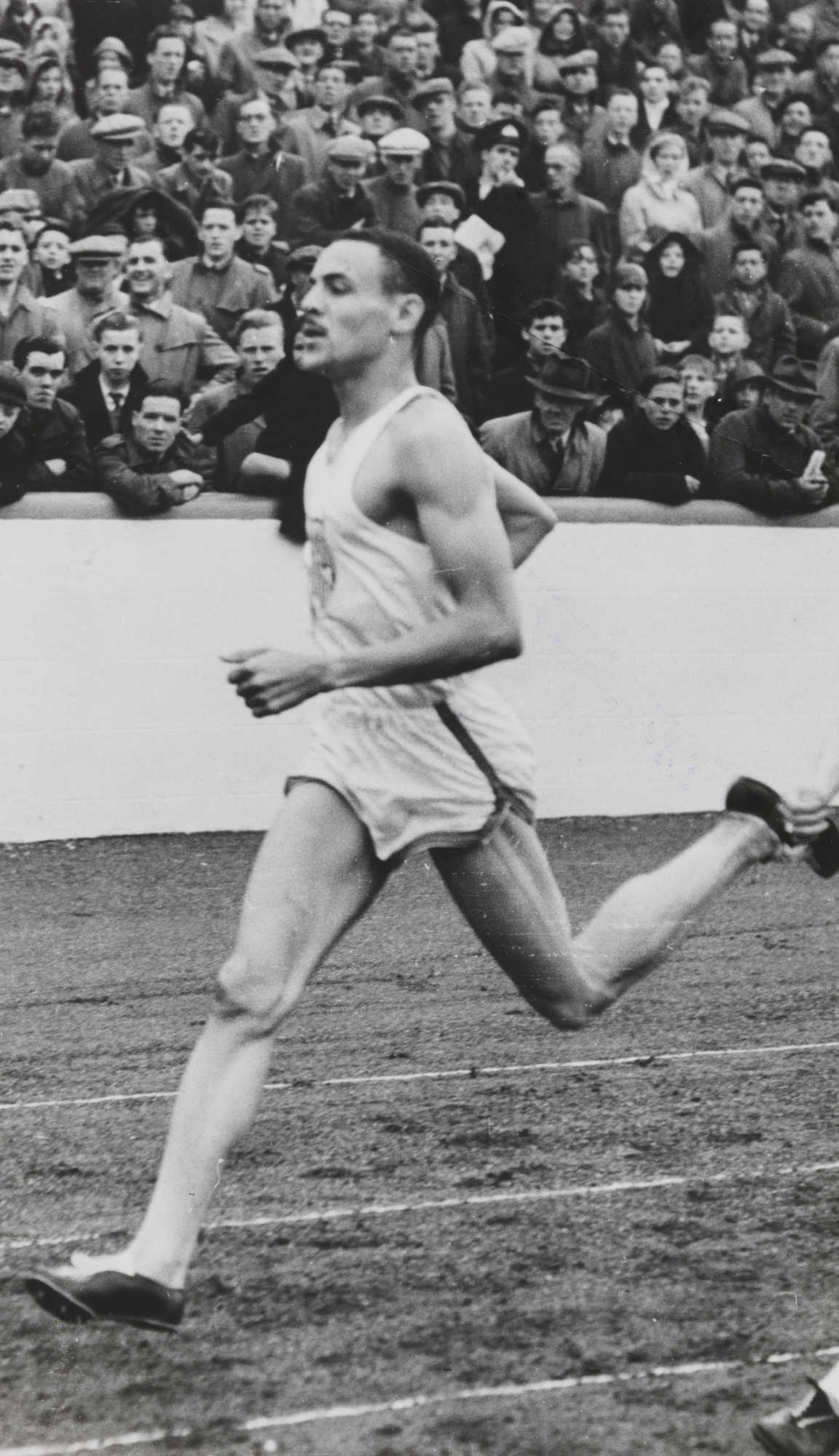
Mal Whitfield gewann drei Tage nach seinem Sieg über 800 Meter Bronze
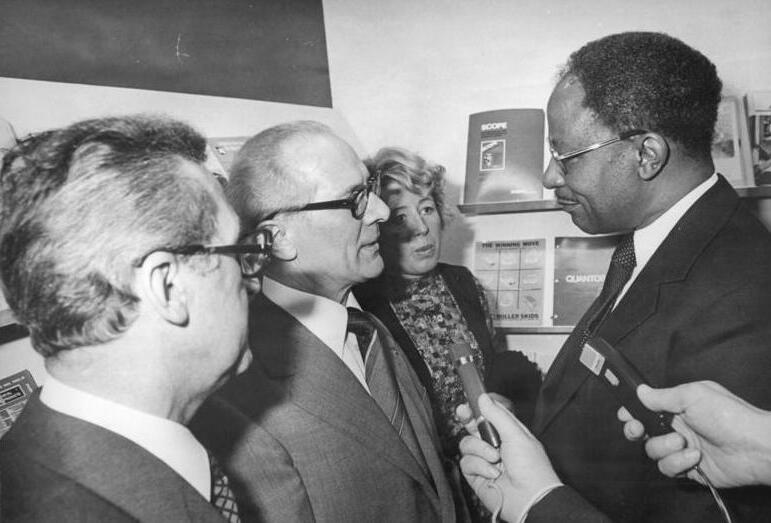
David Bolen (rechts) – hier in seiner Zeit als  US-Botschafter in der DDR – belegte Rang vier

## Video
- London 1948 Olympics - Official Full Film, Bereich 46:02 min bis 47:22 min, youtube.com, abgerufen am 22. Juli 2021
- Before Usain Bolt - The First Jamaican Sprint Star Arthur Wint - London 1948 Olympics, youtube.com, abgerufen am 22. Juli 2021